# سايبور
سايبور، أو مؤشر سايبور (SAIBOR) اختصارا لـ «سعر الفائدة بين البنوك السعودية» (Saudi Arabian Interbank Offered Rate) هو السعر المرجعي لتكلفة التمويل بين البنوك بالريال السعودي، ويتم تحديده بشكل يومي بناءً على عوامل السوق وفقاً لألية محددة ومعتمدة بين البنوك، ويستخدم كمرجع أساسي لقياس تكلفة التمويل وتسعير التمويل للعملاء بالريال السعودي. وتقوم مؤسسة النقد العربي السعودي (SAMA) بنشر السعر المرجعي اليومي، على أساس متوسط أسعار الفائدة التي تقدم فيها البنوك السعودية إقراض أموال غير مضمونة إلى بنوك أخرى في سوق المال بالريال السعودي بالجملة (أو سوق ما بين البنوك).
كان معدل سايبور لشهر أبريل 2018 هو 2.32%. في 20 نوفمبر 2016، وافقت مؤسسة النقد العربي السعودي على أن تكون وكالة طومسون رويترز مديراً لاحتساب وإدارة سعر الفائدة سايبور المعروض بين البنوك السعودية.

## النطاق
سايبور هو المعدل الرئيسي بين البنوك في المملكة العربية السعودية، والمعيار لمعدلات الإقراض التجارية والاستهلاكية.
ويجب الانتباه لعدم الخلط بين سايبور (SAIBOR) المتعلق بسعر الفائدة بين البنوك السعودية، و سيبور (SIBOR) وهو سعر الفائدة بين البنوك في سنغافورة.

## الحساب والمدد
يتم نشر وتثبيت السعر كل يوم عمل في الساعة 11 صباحًا بتوقيت السعودية. ومعدل التثبيت هو متوسط الاشتراكات باستثناء العامين الأعلى واثنين من أدنى المساهمات لكل سند.
اعتبارًا من 20 نوفمبر 2016، يتم حساب فترات السداد لمعدل تكلفة الإقراض بين البنوك السعودية، على النحو التالي:
- ليلة واحدة
- أسبوع 1
- 1 شهر
- 3 أشهر
- 6 أشهر
- 12 شهر

في السابق، كان يتم حساب المعدل لمدة شهرين و 9 أشهر ولكن تم وقف العمل به.

## البنوك المشاركة
اعتبارا من 20 نوفمبر 2016، كان البنوك التالية تشارك في سايبور:
- البنك العربي الوطني
- بنك الجزيرة
- البنك السعودي الفرنسي
- البنك الأول
- بنك الإمارات دبي الوطني
- بنك الخليج الدولي
- بنك الكويت الوطني
- البنك الأهلي التجاري
- بنك الرياض
- البنك السعودي البريطاني
- مجموعة سامبا المالية
- البنك السعودي للاستثمار
- مصرف الإنماء
- بنك البلاد